# أبو حمزة السكري
أبو حمزة محمد بن ميمون السكَّري هو محدِّث من الثقات، من أهل مرو، توفي سنة 167 هـ.

## سيرته ومناقبه
أبو حمزة السُّكري هو إمام من أئمة المسلمين، ومحدِّث من الثقات، قال عنه ابن المبارك: «أبو حمزة السكري جماعة»، وسئل ابن المبارك عن الأئمة الذين يقتدى بهم، فذكر أبا بكر وعمر، حتى انتهى إلى أبي حمزة، وأبو حمزة يومئذ حي. لم يكن أبو حمزة السُّكري يبيع السكر، وإنما سمي السكري لحلاوة كلامه.
اشتهر أبو حمزة بكرمه فكان إذا مرض الرجل من جيرانه، تصدق بمثل نفقة المريض، لما صُرِفَ عنه من العلة، كما اشتهر بحسن جوراه؛ فيُروى أن جارًا لأبي حمزة أراد أن يبيع داره، فعرض بيعها بأربعة آلاف درهم، فقيل له: «الدار لا تساوي كل هذا المبلغ؟» فقال: ألفان للدار، وألفان لجوار أبي حمزة، فلما علم أبو حمزة أرسل إليه أربعة آلاف درهم على ألا يبيع الدار وأن يبقى فيها. واشتهر بزهده فيقول: «ما شبعت منذ ثلاثين سنة، إلا أن يكون لي ضيف.»، وكان أبو حمزة مستجاب الدعوة.

## روايته للحديث
- حدث عن: زياد بن علاقة، وعبد العزيز بن رفيع، وأبي إسحاق، ومنصور بن المعتمر، وعاصم بن بهدلة، وعاصم الأحول، وسليمان الأعمش، وعبد الكريم الجزري، وعبد الملك بن عمير، وجابر الجعفي، ومطرف بن طريف، وغيرهم[2]
- حدث عنه: عبد الله بن المبارك، وأبو تميلة، والفضل السيناني، وعتاب بن زياد، وعلي بن الحسن بن شقيق، وعبدان بن عثمان، وسلام بن واقد، والفضل بن خالد البلخي النحوي، وآخرون، خاتمتهم نعيم بن حماد الحافظ.[2]
- مرتبته عند أهل الحديث: قال أحمد بن حنبل: «ما بحديثه عندي بأس، هو أحب إلي من حسين بن واقد.»، وقال عباس الدوري: «كان أبو حمزة من الثقات»، وقال أحمد بن شعيب النسائي: «ثقة»، وقال عبد الله بن المبارك: «أبو حمزة صاحب حديث»، وقال: «السكري، وإبراهيم بن طهمان صحيحا الكتاب».[2]

## وصلات خارجية
- من نوادر المحدثين - أبو حمزة السكري وحسن الجوار، الشيخ صلاح الدين علي عبد الموجود - موقع طريق الإسلام.